# Povratak Zimske Zmije
Povratak Zimske Zmije je epizoda strip serijala Zagor objavljena u Srbiji u #20. obnovljene edicije Zlatne serije koju je pokrenuo Veseli četvrtak. Sveska je izašla 23. aprila 2020. god. i koštala 350 dinara (3,45 $; 2,96 €). Imala je 131 stranicu. 

## Originalna epizoda
Ova epizoda je premijerno objavljena u regularnoj seriji Zagora u sveskama #654 i #655, koje su u Italiji objavljene  2. januara 2020. i 1. februara 2020. Originalni naslovi svezaka su Krv Kajova (Sangue Kiowa) i Licem u lice (Faccia a Faccia). Epizodu je nacrtao Đovito Nučo, a scenario napisao Jakopo Rauk. Naslovnu stranu je nacrtao Alesandro Pičineli. Svaka sveska koštala je 3,9 €. 

## Kratak sadržaj
Na jednom proplanku u Darkvudskoj šumi, kasno preko noći, Zimska Zmija stavlja ratničke boje i zaklinje se da će ostvariti svoju osvetu, nakon čega krišom upada u utvrđenje Samer. Nakon što onesposobi stražare, on upada u jednu od izdvojenih baraka i sprema se da ubije senatora Blejka na spavanju. 
Nekoliko dana kasnije Zagor sa Čikom dolazi u u utvrđenje Samer, gde od pukovnika Barloua saznaje o napadu. Dve nedelje ranije, senator Blejk je došao u utvrđenje i krenuo da obilazi okolna indijanska sela sa kojima su vojnici u dobrim odnosima, uključujući i selo Kajova, za račun odseka za indijanska pitanja. Obilazak svih sela je prošao bez problema, i senator se vratio u utvrđenje bez ikakvih incidenata, sve dok jedne noći Zimska Zmija iz nepoznatog razloga nije upao u utvrđenje i pokušao da ga ubije. Barlou vodi Zagora i Čika do ćelije u kojoj je Zimska Zmija zatvoren, i Zagor traži da mu odvežu ruke dok razgovara s njim, jer veruje da neće pokušati nikakav trik. 
Čim mu odvežu ruke, Zimska Zmija baca pesak Zagoru u oči i uzima pištolj jednog vojnika, kojim preti pukovniku i uzima ga kao taoca kako bi napustio utvrđenje, nakon čega ga oslobađa čim se dovoljno udalji. Zagor i Čiko smesta kreću njegovim tragovima, ne znajući da ih iz daljine posmatraju izvesni Parker i njegova banda plaćenika. Nekoliko dana kasnije, Zimska Zmija stiže u napušteni gradić gde namerava da provede noć, ali ga tamo dočekuje Zagor, koji kaže da je znao da će proći tuda, jer je znao da Zmija prati senatora Blejka, koji je nekoliko dana ranije krenuo iz utvrđenja Samer nazad za Vašington. 
Nedugo zatim, Parker i njegovi plaćenici stižu u napušteni grad, i prilaze hotelu sa oružjem u rukama, ali ih Zagor na vreme primeti i napada ih. Zagor primorava Parkerea da prizna da mu otkrije da ga je senator Blejk unajmio da uhvati Zimsku Zmiju. Zagor je namamio senatora Blejka u zamku, poslavši mu telegram za sastanak. Zagor otkriva da je saznao celu priču i razlog zbog kojeg je Zimska Zmija pokušao da ga ubije u utvrđenju, i da je sve počelu pre puno godina, kada je Zimska Zmija bio dečak, a Blejk običan traper. Blejk je u lovu ubio Zmijinog brata, a Zmija jednog trašera koji je bio Blejkov brat. Tek sada, godinama kasnije, dok je senator bio u obilasku sela Kajova, Zimska Zmija je prepoznao Blejka kao tog trapera, i odlučio da mu se napokon osveti, zbog čega je upao u utvrđenje preko noći i pokušao da ga ubije. Na ovom sastanku se najpre pojavljuje Čiko sa Baggeom, pripadnikom tajne službe, koji je čuo celu priču, i kaže kaže da će uhapsiti Blejka, ali se nakon toga pojavljuju i Blekjovi saradnici, da bi se nakon toga ispšred kuće pojavile i Kajove predvođene Zimskom Zmijom. Nakon opšte pucnjave Blejk beži u šumu, ali ga tamo dočekuje Zimska Zmija, koji ga ubija. 
Epilog. Nekoliko nedelja kasnije, u Bostonu, nepoznata osoba prima izveštaj o tome da Blejk nije uspeo u svojoj misiji, i shvata da će on i njegovi saveznici morati da pošalju nekog drugog da nastavi misiju, ukoliko žele da preotmu teritoriju indijancima.

## Ranija pojavljivanja Zimske Zmije
Zimska Zmija se pojavljuje treći put u serijalu o Zagoru. Prvi put u originalnoj Zlatnoj seriji #336 u epizodi Zimska Zmija, koja je imala četiri nastavka. Zimska Zmija se naredni put pojavio u 2. epizodi Zagor protiv Zagora iz 1985. godine.

## Prevremeno objavljivanje
Ovo je epizoda iz regularne serije Zagora, koju Veseli četvrtak objavljuje u okviru redovne edicije o Zagoru. Međutim, da se čekalo na red, ona bi trebalo da se objavi tek 2022. godine. Redakcija Veselog četvrtka odlučila je da ovu epizodu objavi preko reda, tri godine ranije.

## Reprize
Ova epizoda objavljena je kasnije u izdanju regularne edicije Zagora u #186. Krv kajova i #187. Licem u lice u maju i junu 2022. godine.

## Prethodna i naredna sveska Zlatne serije
Prethodna sveska Zlatna serija sadržala je epizodu Dilan Doga pod nazivom Vila "Serena" (#19) dok je naredna bila epizoda Dedvud Dika pod nazivom Crno kao noć (#21).